# Progressione del record mondiale dei 60 metri ostacoli maschili

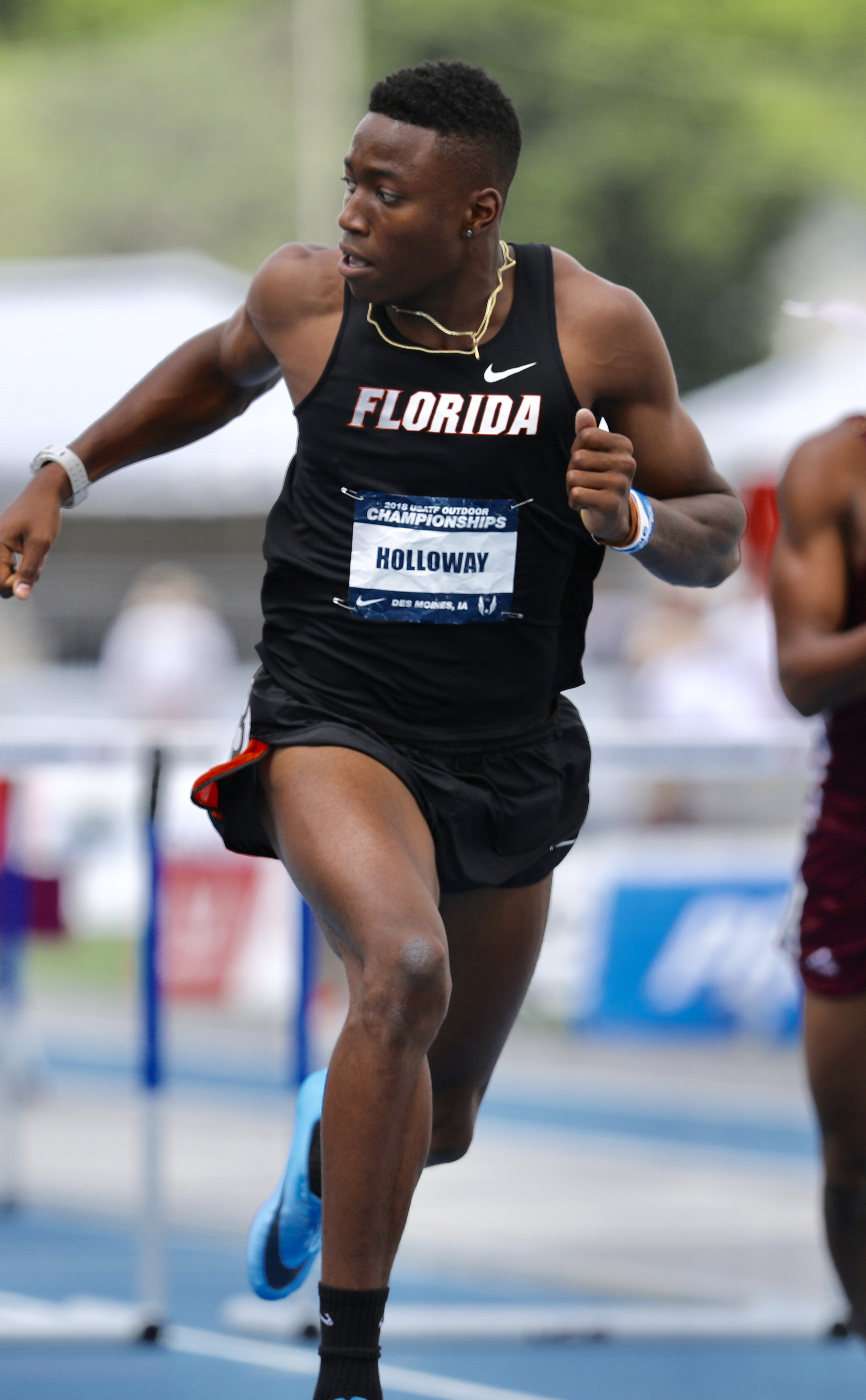
Grant Holloway, detentore del record mondiale della specialità

La voce seguente illustra la progressione del record mondiale dei 60 metri ostacoli maschili indoor di atletica leggera.
Il primo record mondiale maschile venne riconosciuto dalla federazione internazionale di atletica leggera nel 1987. Ad oggi, la World Athletics ha ratificato ufficialmente 5 record mondiali di specialità.

## Progressione
| Tempo | Atleta         | Nazione     | Luogo                    | Data             | Note |
| ----- | -------------- | ----------- | ------------------------ | ---------------- | ---- |
| 7"36  | Greg Foster    | Stati Uniti | Los Angeles, Stati Uniti | 16 gennaio 1987  |      |
| 7"36  | Colin Jackson  | Regno Unito | Glasgow, Regno Unito     | 12 febbraio 1994 |      |
| 7"30  | Colin Jackson  | Regno Unito | Sindelfingen, Germania   | 6 marzo 1994     |      |
| 7"29  | Grant Holloway | Stati Uniti | Madrid, Spagna           | 24 febbraio 2021 |      |
| 7"29  | Grant Holloway | Stati Uniti | Belgrado, Serbia         | 20 marzo 2022    |      |
| 7"27  | Grant Holloway | Stati Uniti | Albuquerque, Stati Uniti | 16 Febbraio 2024 |      |